# C2B
 (енгл. Consumer to Business) представља модел у ком потрошач захтева производ или услугу од продавца, тако што поставља свој захтев са одговарајућим буџетом, преко интернета, а продавци прегледају захтеве и дају понуде. Потрошач затим прегледа понуде и одабира ону која му највише одговара.